# تشارلز مونجوشي
تشارلز لوفمور مونجوشي (بالإنجليزية: Charles Mungoshi) (2 ديسمبر 1947 - 16 فبراير 2019)، كاتب من زيمبابوي، هو شقيق الكاتب ديفيد مونجوشي.
ولد في زيمبابوي عام 1947، حصل على درجة فخرية من جامعة زيمبابوي، تزوج من الممثلة جيسيسي مونغوشي.

## الجوائز
- فاز عام 1992 بجائزة نوما للأدب والفنون باليابان.
- جوائز مؤسسة الكومنولث مرتين 1988-1998.
- فازت روايتان من رواياته، واحدة بلغة شونا والأخرى باللغة الإنجليزية، وكلاهما نُشر في عام 1975، بجائزة القلم الدولي.

## روابط خارجية
- الدخول من الموسوعة الأدبية
- موجز السيرة الذاتية من الشعر الدولي ويب
- انعكاس في شعر تشارلز مونجوشي
- تشارلز مونجوشي في انتظار المطر (1975). نسخة محفوظة 16 أبريل 2021 على موقع واي باك مشين.
- «تشارلز موزوفا مونجوشي»، مناصر تنمية الفنون. نسخة محفوظة 4 يوليو 2013 at Archive.is   [ رابط ميت دائم ][ رابط ميت دائم ]
- فيليس جونسون، «تشارلز مونجوشي: منظور تاريخي» ، راديو نيهاندا، 17 فبراير 2019.